# Kolosova, Kremeneț
Kolosova (în ucraineană Колосова) este localitatea de reședință a comunei Kolosova din raionul Kremeneț, regiunea Ternopil, Ucraina.

## Demografie
Componența lingvistică a localității Kolosova
     Ucraineană (99,75%)
     Alte limbi (0,25%)
Conform recensământului din 2001, majoritatea populației localității Kolosova era vorbitoare de ucraineană (99,75%), existând în minoritate și vorbitori de alte limbi.